# ۱ ربیع‌الاول
۱ ربیع‌الاول، اولین روز ماه ربیع‌الاول در تقویم هجری قمری است.
در تقویم هجری۹ص قمری قراردادی این روز شصتمین روز سال است.⁹ق۸۹

## رویدادها
- سال ۱ هجری قمری روز دوشنبه برابر با (۲۴ شهریور سال ۱ هجری خورشیدی و ۱۳ سپتامبر ۶۲۲ میلادی قدیم آغاز هجرت پیامبر اسلام محمد از مکه به مدینه است. این سال مبدأ تاریخ مسلمانان، یعنی گاه‌شماری‌های هجری قمری و هجری خورشیدی است.
- ۱ - لیلة المبیت شبی که در آن سران قریش تصمیم گرفتند شبانه محمد را به قتل برسانند، ولی امیرالمومنین علی به جای محمد در بستر وی خوابید و نقشه قریش به سرانجام نرسید.

## زادگان
- ۹۶۸ - ابن جوهری دمشقی، ادیب و شاعر شامی ایرانی‌تبار.
- ۱۲۴۳ - انیس طالوی، فقیه حنفی، زبان‌شناس، محدث و مفسر سوری.